# Río Manque
El río Manque o Chellepin es un curso natural de agua que nace cerca de la Cordillera de los Andes de la Región de Coquimbo, fluye en dirección general suroeste y desemboca en el río Choapa.
El mapa de Luis Risopatrón le asigna el nombre "quebrada Chellepin", y Hans Niemeyer advierte que también es llamado "río Manque": 286 

## Trayecto
Nace en la divisoria de aguas con el río Illapel y se dirige al sur, paralelamente al río Cuncumén, luego fluye hacia el SO, luego por 2 kilómetros al oeste para luego seguir al SO. Su trayecto total es de 20 km.: 287 

## Historia
Luis Risopatrón escribió en 1924 en su obra Diccionario Jeográfico de Chile sobre el río:: 195 
Chellepin (Riachuelo). De escaso caudal corre hacia el S entre áridos cerros i al cabo de unos 20 kilómetros de curso, se vacía en la marjen N del rio Choapa, a corta distancia al W de las casa del fundo de aquel nombre. 155, p. 227; i quebrada en 127; i 156; i de la Fraguita en 134.